# Ametlla de Mar Observatory
L'Ametlla de Mar Observatory és un observatori astronòmic situat a l'Ametlla de Mar, Baix Ebre, amb codi d'observatori de la UAI número 946. El gestiona Jaume Nomen, i participa a l'Unicorn Project i en astrometria de planetes menors. S'hi han descobert nou asteroides.